# Лепсъ
Лепсъ (на казахски: Лепсі; на руски: Лепсы) е река протичаща по територията на югоизточната част на Казахстан (Алматинска област), вливаща се в езерото Балхаш. Дължина 417 km. Площ на водосборния басейн 8100 km².
Река Лепсъ води началото си от ледниците, стичащи се по северния склон на планината Джунгарски Алатау. До село Лепсинск тече на север в дълбока планинска долина, след което завива на северозапад и до устието си тече през пустините на обширната Балхаш-Алаколска котловина. В този участък водното и количество значително намалява поради отсъствието на притоци и се разделя на ръкави и старици. Влива се от юг в източната (солена) част на езерото Балхаш. Основните ѝ притоци са леви: Аганакти, Теректи и Саръбулак. Има предимно снежно-ледниково подхранване с две ясно изразени пълноводия – пролетно (от топенето на снеговете) и лятно (от топенето на ледниците). Среден годишен отток на 12 km от устието 21,6 m³/s. Замръзва през ноември, а се размразява през март. След излизането ѝ от планината водите ѝ основно се използват за напояване. В долното ѝ течение е разположено сгт Лепсъ.